# سعد الحارثي
سعد بن مشعل الحارثي (من مواليد 3 فبراير 1984)، لاعب كرة قدم سعودي معتزل. لعب لنادي النصر السعودي سابقاً، وفي عام 2012 انتقل إلى نادي الهلال السعودي لمدة 6 أشهر، اعتزل اللعب كرة قدم نهائياً في 21 أغسطس 2013.

## مسيرته الرياضية
بدأ الحارثي مسيرته الرياضية في عام 1997 ميلادي مع فريق الحي يسمى نجوم المملكة في حي النسيم في مدينة الرياض، وبعد سنة من اللعب مع نجوم المملكة اصر المدرب محمد العسيري عليه للانضمام إلى ناشئين نادي النصر السعودي بمبلغ ما يقارب 40000 ريال سعودي.
كان عام 2000 ميلادي نقطة التحول في حياة الحارثي حين استدعاه المدرب خالد القروني ليكون ضمن المنتخب السعودي للناشئين في معسكر الإسكندرية استعداداً للتصفيات الآسيوية بعمان، وبعد عام ضمه الأرجنتيني بتشامي لمنتخب الشباب فشكل مع الثلاثي عيسى المحياني ياسر القحطاني بدر الخراشي ثلاثياً رائعاً، وتوج رحلة البداية الدولية في تصفيات الكويت الآسيوية عندما ساهم في بلوغ فريقه لنهائيات قطر بهدفه الثالث في شباك الكويت مفتتحا عهد الود معها في لقاء انتهى سعوديا (3-2)، وفي عام 2002 كان ضمن منتخب الشباب في معسكر إيطاليا استعدادا لكأس العالم بالإمارات التي غاب عنها أيضاً لدواع دراسية وهي نفس الظروف التي كان قد اعتذر بسببها قبل ذلك بعام عن عدم تكملة المشوار مع منتخب الشباب.
في موسم 2003-2004 رأى فيه المدرب المصري محسن صالح أنه رقم يمكن الدفع به في التشكيل الرئيس للفريق الأول بنادي النصر ومن هناك كانت البداية التي أكملت ظهوره في دورة الصداقة بأبها مطلع ذلك الموسم.
وفي الموسم السابق سجل الحارثي الحضور الأقوى مع النصر فسجل دورياً 12 هدفاً وبقي لاعب الأمل في الفريق الذي عانى ظروف شتى منذ وفاة رئيسه الأمير عبد الرحمن بن سعود في أغسطس من عام 2004.
كان الحارثي إحدى مفاجآت المدرب كالديرون في خليجي 17 بقطر ليبدأ أول خطوة له حتى وإن كانت محدودة.

### أهدافه مع المنتخب
رغم مشاركاته التي دائما ً ما تأتي في الدقائق الأخيرة من المباراة إلا أنها كانت مؤثرة مثل هدفه في مباراة الكويت المأهله لـ مونديال العالم وقبل 15 دقيقة من النهاية هو الأبرز حيث دفع كالديرون باللاعب الشاب لداخل الميدان بمخطط هجومي نفذه سعد ببراعة في الدقيقة 83 حيث تجاوز أربعة كويتيين قبل أن يغادر كنكوني بحركة بارعة ويسجل بيمناه أول هدف دولي له. وفي الثامن من حزيران دخل الحارثي بديلا لسامي الجابر قبل 22 دقيقة من النهاية واستطاع تسجيل هدف خاطف أعلن به التأهل للمونديال عندما تلقى عرضية أحمد البحري في الدقيقة 87 أمام الكويت.
في تصفيات مونديال العالم التي أقيمت في جنوب أفريقيا تمكن الحارثي من تسجيل هدف المنتخب السعودي الأول في مرمى منتخب إيران، حيث مرر عبد الله شهيل الكره إليه ليسددها في المرمى الإيراني، وفي كأس القارة الآسيويه وتحديدًا أمام المستضيف إندونيسيا تمكن سعد الحارثي من التسجيل أيضا
مجموع اهدافه مع المنتخب «فريق أول» 6 أهداف رسمية وكانت اهدافة على : 3 أهداف على :سيرلانكا، الكويت اوزباكستان (تصفيات كأس العالم 2006)، هدفين على : اوزباكستان، إيران (تصفيات كأس العالم 2010)، هدف على اندونيسيا (كأس آسيا 2007)

### انتقاله إلى الهلال
عرض وكيل أعمال اللاعب على الأمير خالد بن محمد انتقال سعد الحارثي للهلال لمدة ستة أشهر بمبلغ 600 ألف ريال تدفع على شكل رواتب شهرية وإذا أثبت وجوده يتم التوقيع معه بمبلغ 5 ملايين لمدة موسمين. نقل الأمير محمد بن خالد رغبة اللاعب إلى الأمير عبد الرحمن بن مساعد وتكفل شخصيًا برواتب اللاعب خلال الستة أشهر أي أن النادي لن يخسر في حالة انتقال اللاعب.
أبدى سامي الجابر إعجابه بالفكرة خاصة أنها لا تكلف خزينة النادي بالإضافة إلى رغبة اللاعب عيسى المحياني بالانتقال لو بالإعارة وأيضًا غياب النجم المغربي يوسف العربي بسبب مشاركة المنتخب المغربي في بطولة أمم أفريقيا.

## انجازاته

### النصر
- كأس الأمير فيصل بن فهد :
  - البطل (1): 2008
- كأس دورة الصداقة العربية الدولية :
- البطل ( 1 ): 2004
- الدوري السعودي :
  - المركز الثالث (1): 2010
- كأس خادم الحرمين الشريفين :
  - المركز الثالث (1): 2010
- كأس الخليج العربي للأندية :

الوصيف ( 2 ): 2008 , 2009 

### الهلال
- كأس ولي العهد السعودي
  - البطل (2): 2012، 2013
- الدوري السعودي :
  - وصيف(1): 2013
  - المركز الثالث(1): 2012

### المنتخب السعودي
- كأس آسيا 2007
  - وصيف(1)
- كأس العالم 2006
  - المشاركة(1)

## انجازاته الفردية

### نادي النصر السعودي
- أفضل لاعب واعد عربي 2005
- أفضل لاعب بدورة دمشق 2005
- أفضل لاعب الدوري السعودي الممتاز 2006
- هداف دوري أبطال العرب 2007
- هداف كأس خادم الحرمين الشريفين للأبطال 2010

### المنتخب السعودي
- أفضل لاعب بدورة ألعاب التضامن الإسلامي 2005

## الاعتزال
أعلن سعد الحارثي اعتزاله كرة القدم نهائياً بعدما استغنى عنه الهلال. وتحدث من خلال اتصاله ببرنامج كورة الذي يقدمه تركي عبد العزيز العجمة في 21 أغسطس 2013 انه وضع حداً لمسيرته الكروية نهائياً بعد موسم ونصف قضاها في نادي الهلال وبسبب ضعف العروض المقدمة له. وأنه سيكمل دراسته وقدم شكره لجمهور النصر على وقفاتهم معه وقال لن أنسى حينما أتيت لمطار الملك خالد بعد عودتي من إصابة الرباط الصليبي ووجدت المطار ممتلئ وشكر أيضاً جماهير الهلال على تفهمها وعدم تعصبها. وسبّب اعتزال الحارثي صدمة للجماهير خصوصاً أن سعد حينها كان لايزال في الـ29 من عمره. وبعد فترة ظهر سعد الحارثي مطلق لحيته ومظهر التزامه ودعت الجماهير له بالثبات وابتعد عن المجال الرياضي عموماً وقرر إكمال دراسته والحصول على الماجستير.